# Nosavana phoumii
Nosavana phoumii là một loài bọ cánh cứng trong họ Cerambycidae.